# Erich Seckler
Erich Seckler (* 26. September 1963 in Monheim am Rhein) ist ein ehemaliger deutscher Fußballspieler und heutiger -trainer.

## Karriere

### Jugend- und Amateurzeit
Erich Seckler begann bei den Sportfreunden Baumberg mit dem Vereinsfußball. 1981 wechselte er zu Bayer 04 Leverkusen, wo er einige Jahre für die Amateurmannschaft spielte. 1987 stieg er in den Profikader auf.

### Profi bei Bayer Leverkusen

#### Saison 1987/88
Sein erstes Spiel machte er am 17. Oktober 1987 am 13. Spieltag der Saison 1987/88 gegen den KFC Uerdingen 05, wo er beim 0:0-Unentschieden 90 Minuten durchspielte. Infolge dieses Spieles konnte Erich Seckler sich als Stammspieler etablieren; er machte in der restlichen Saison 20 Spiele. In dieser Saison spielte er auch noch dreimal im UEFA-Pokal, als er im Halbfinale gegen Werder Bremen beide Spiele durchspielte, und im Finale gegen Espanyol Barcelona beim Rückspiel, welches man mit 3:2 n. E. gewann. In der Bundesliga reichte es zu einem achten Platz. Insgesamt machte er 20 Spiele und erzielte ein Tor gegen den FC Schalke 04 (3:2).

#### Saison 1988/89
In der Saison 1988/89 machte Seckler 26 Spiele, und am fünften Spieltag unterlief ihm ein Eigentor zum 2:1 gegen Hannover 96. Während er in der Hinrunde nur drei Spiele fehlte, fehlte Erich Seckler in der Rückrunde fünf Spiele. Auch dieses Mal reichte es nur zum achten Tabellenplatz für die Werkself. Im DFB-Pokal dagegen reichte es bis zum Halbfinaleinzug; Seckler spielte das Achtelfinale gegen den SV Waldhof Mannheim (5:2) und das Viertelfinale gegen den KFC Uerdingen 05 (2:0) jeweils 90 Minuten durch.

#### Saison 1989/90
In dieser Saison absolvierte Erich Seckler 20 Spiele und erzielte dabei ein Tor beim 1:1 gegen den VfB Stuttgart. In der Hinrunde bestritt er nur neun Spiele, in der Rückrunde immerhin 11. Bayer 04 erreichte den fünften Platz, was für die UEFA-Pokal-Qualifikation reichte. Am 22. Spieltag wurde er erstmals in seiner Profikarriere mit einer Roten Karte des Feldes verwiesen: Bei der 2:1-Niederlage gegen den Karlsruher SC und kam erst am 27. Spieltag wieder zum Einsatz. Im DFB-Pokal schied man schon in der 2. Runde gegen den SV Darmstadt 98 aus; Seckler wurde nach 54 Minuten für Andreas Fischer eingewechselt.

#### 1990 bis 1992
In den letzten beiden Spielzeiten bei Bayer 04 Leverkusen verminderten sich seine Einsatzzeiten: In der Saison 1990/91 machte Seckler nur 15 Spiele unter Jürgen Gelsdorf. Im DFB-Pokal kam er gar nicht zum Einsatz. Mit der Saison 1991/92 kam ein neuer Trainer, Reinhard Saftig. Unter ihm spielte Seckler nur fünfmal, wobei er immer erst in der Schlussphase eingewechselt wurde. Im DFB-Pokal schaffte er seinen letzten Erfolg mit Bayer Leverkusen: der erneute Einzug ins Halbfinale, wo man erst im Elfmeterschießen gegen Borussia Mönchengladbach verlor.

### Hertha BSC
Zur Saison 1992/93 wechselte er zu Hertha BSC in die 2. Bundesliga. Doch auch hier schaffte er es nicht, sich durchzusetzen; er machte nur 7 von 46 möglichen Spielen, außerdem kam er nur einmal im DFB-Pokal gegen den SV Meppen (4:2) zum Spielen. Mit dem Ende der Saison beendete Erich Secker seine höherklassige Karriere.

## Trainerkarriere
Von der Saison 2007/08 bis 2010 arbeitete Seckler als Trainer beim SSV Berghausen.

## Erfolge
- UEFA-Pokal: 1987/88 mit Bayer Leverkusen
- 5. Platz in der Bundesliga: 1989/90 mit Bayer Leverkusen
- DFB-Pokal-Halbfinalist: 1988/89, 1991/92 mit Bayer Leverkusen